# Force océanique stratégique
Au sein de la Marine française, la Force océanique stratégique (FOST) est la composante navale des Forces nucléaires stratégiques. Depuis 1999 et la dissolution de la dernière escadrille de sous-marins à propulsion classique, elle est devenue synonyme des Forces sous-marines dont le commandant commande l'ensemble des sous-marins nucléaires avec l'escadrille des sous-marins nucléaires d'attaque (ESNA).

## Généralités
La Force océanique stratégique, créée le 1er mars 1972, constitue la principale composante des forces nucléaires stratégiques françaises (FNS)
La FOST est un commandement organique (c'est-à-dire destiné à la préparation et au maintien en condition de la force) et opérationnel (mise en œuvre de la force).
- La base opérationnelle de la force océanique stratégique (BOFOST) située à l'Île Longue, assure le soutien et la coordination de la maintenance des systèmes d'armes et des SNLE.
- L'escadrille des sous-marins nucléaires lanceurs d'engins, qui assure le maintien en condition opérationnelle (exercice, entraînement).

La FOST est placée sous le commandement d'un officier général de marine dont l'acronyme est ALFOST. Avec la dissolution du groupe des sous-marins d'attaque de l'Atlantique, ultime formation regroupant des sous-marins à propulsion conventionnelle, le 1er juillet 1999, elle regroupe l'ensemble des sous-marins français. Elle compte environ 2 400 personnes en 2014, dont 180 experts atomiciens sur lesquels repose la sécurité de mise en œuvre des sous-marins à la mer.
Sa sécurité au sol est assurée, en 2017, par 260 fusiliers-marins et 120 gendarmes.
L'état-major de la FOST est basé à Brest dans un des souterrains du château de Brest depuis 2000. Il était auparavant basé à Houilles dans les Yvelines, au centre du commandant Millé.
Elle dispose d'un réseau de communication, dont le centre de transmissions de la Marine nationale de Rosnay et celui de Sainte-Assise. En cas de mise hors service du réseau terrestre, des solutions alternatives existent. En outre, quatre C-160H Transall Astarté (Avion STAtion Relais de Transmissions Exceptionnelles) pouvaient déployer des antennes filaires en vol entre 1988 et leur retrait du service en juillet 2001. Le système Syderec (Système du dernier recours) de l’armée de l’air, créé en 2010, prend le relais avec des ballons captifs.

## La dissuasion nucléaire

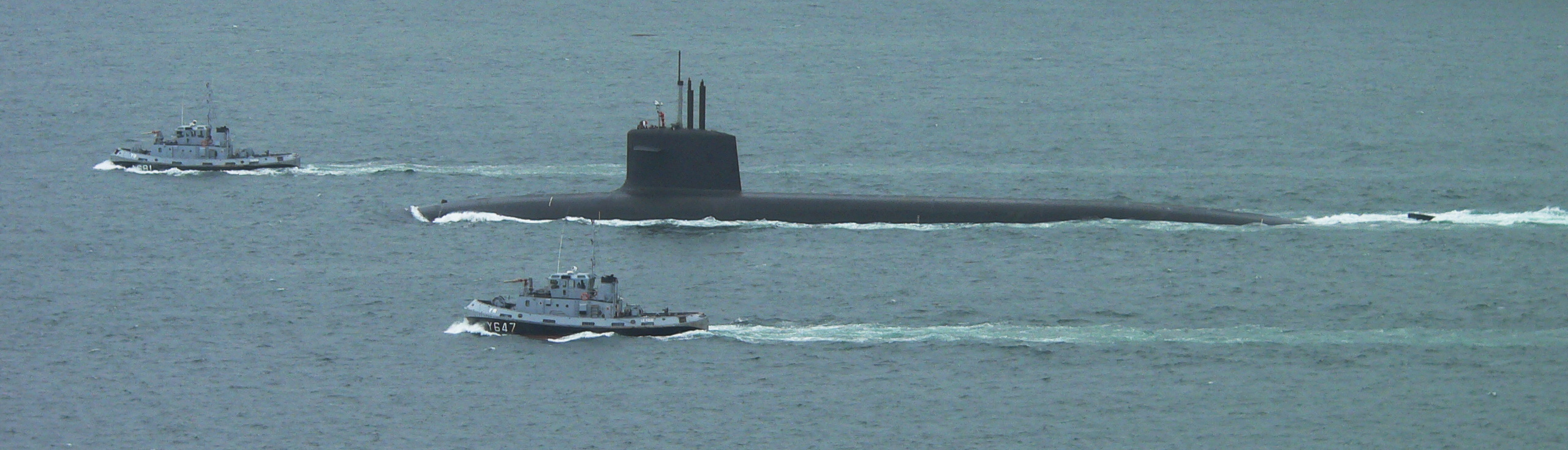
Le Terrible, le plus récent des sous-marins de la FOST.

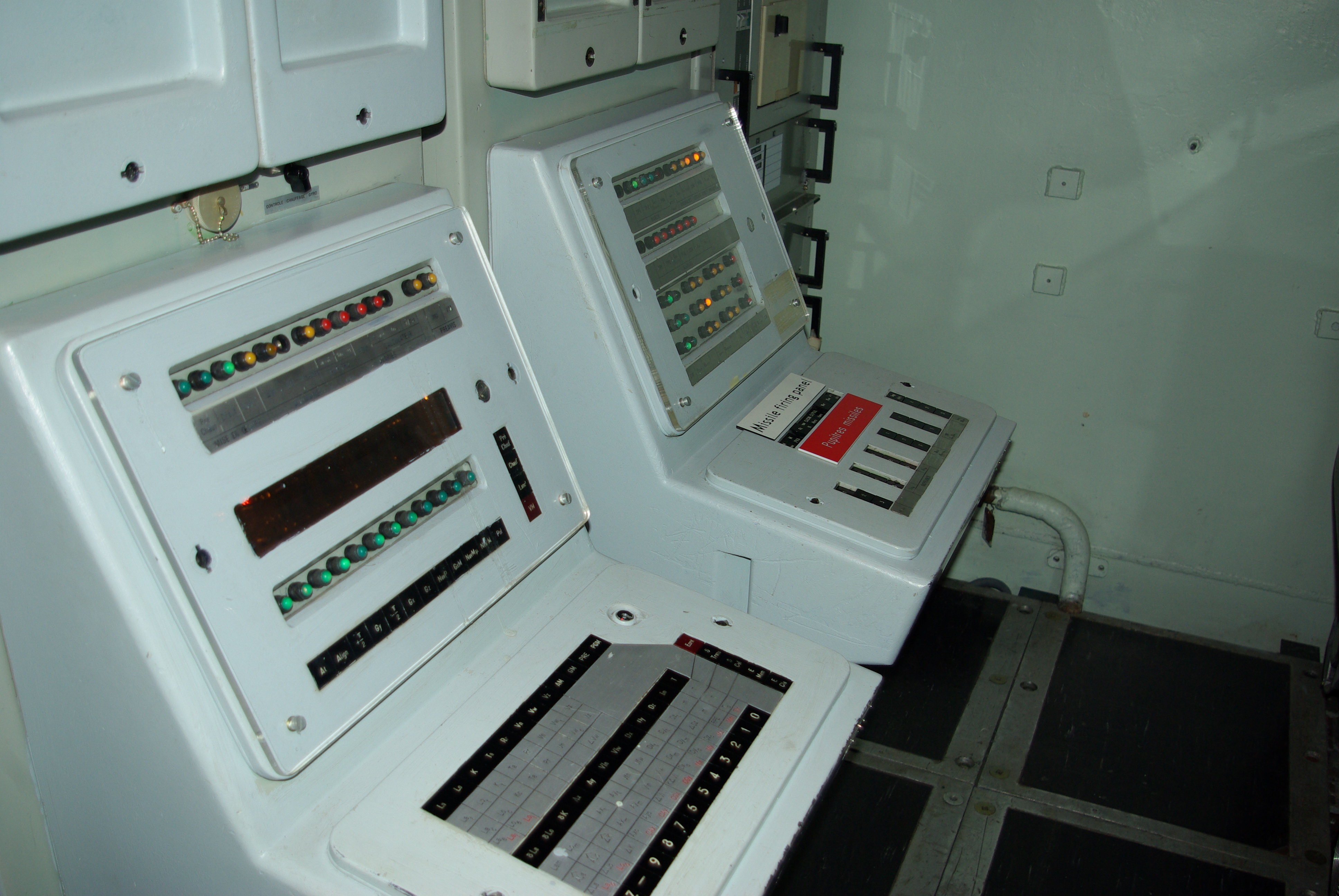
Console de tir des missiles du SNLE Le Redoutable.

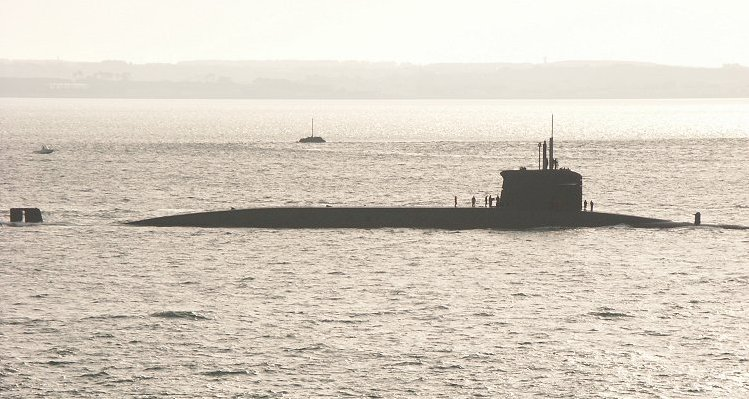
L'Inflexible (S 615) en 2002.

La force stratégique est née après la seconde guerre mondiale de la volonté du général de Gaulle de posséder l'arme nucléaire. Les SNLE armés de missiles mer-sol balistique stratégique, du fait de leur discrétion dans leur zone de patrouille, assurent la garantie d'une frappe nucléaire de représailles (ce qu'on appelle couramment la « capacité de seconde frappe »). 
À partir de 1985, la stratégie de dissuasion en France dispose d'un maximum de six SNLE en service, cinq à partir de 1991, puis quatre depuis 1997 ; la permanence en mer est passée de trois à deux SNLE en 1992, puis de deux à « au moins un » en 1997. 
L'effectif de la marine nationale concerné par les forces nucléaires stratégiques en 1989 est de 4 976 personnels, 189 l'étant dans l'armement nucléaires pré-stratégiques (embarqué à bord des porte-avions).
La dissuasion est assurée en 2022 en continu par quatre SNLE (SNLE-NG classe Le Triomphant) qui se relaient de façon qu'au moins un bâtiment soit en patrouille opérationnelle en permanence, tout au long de l'année, un deuxième est à la mer ou susceptible d’y être sous faible préavis, un troisième pouvant également participer à la posture mais avec un délai plus long. C’est cette permanence à la mer qui a déterminé le format actuel de quatre sous-marins minimum. 
Entre 1972 et avril 2014, 471 patrouilles ont été réalisées et 15 ont été interrompues, une heure ou deux, pour procéder à des évacuations sanitaires. La 500e est terminée en septembre 2018.
La première classe de SNLE français fut celle de la classe Le Redoutable de 8 080 tonnes en dont la mise sur cale a été autorisée en mars 1963 ; la construction débuta en 1964 et il fut lancé le 29 mars 1967 en présence du président Charles de Gaulle. Ses essais débutèrent en 1969 et il entra finalement en service le 1er décembre 1971.
Six sous-marins de cette classe pouvant emporter seize missiles balistiques furent construits :
- S 611 Le Redoutable (entré en service en 1971, retiré du service en 1991) ;
- S 612 Le Terrible (1973-1996) ;
- S 610 Le Foudroyant (1974-1998) ;
- S 613 L'Indomptable (1976-2003) ;
- S 614 Le Tonnant (1980-1999, premier sous-marin équipé de M2) ;
- S 615 L'Inflexible (1985-2008, premier sous-marin équipé de M4).

À partir de 1983, trois SNLE étaient en mer en même temps et en novembre 1987, ils représentent une puissance de destruction de 44 mégatonnes.
Avec la fin de la guerre froide, le nombre de SNLE en patrouille en permanence est de une à deux unités. Avec la dissolution de la dernière formation de sous-marins conventionnels, la FOST représente désormais l’ensemble des forces sous-marines.
En mars 2022, à la suite des tensions internationales liées à l'invasion de l'Ukraine par la Russie, la France renforce son niveau d'alerte nucléaire et exceptionnellement trois SNLE (sur les quatre disponibles) sont en mission en mer simultanément,.
Quatre SNLE de nouvelle génération (SNLE-NG) de la classe Le Triomphant de 12 685 t sont en service en 2020 dans la force océanique stratégique de la marine nationale française :
- S616 - Le Triomphant (en service depuis 1997) ;
- S617 - Le Téméraire (en service depuis 1999) ;
- S618 - Le Vigilant (en service depuis 2004) ;
- S619 - Le Terrible présenté le 21 mars 2008, est entré en service fin septembre 2010 pour remplacer L'Inflexible, dernier SNLE de la classe Le Redoutable, désarmé en janvier 2008.

Le missile M51 équipant Le Terrible remplace le M45 après refonte des trois premiers SNLE-NG.
Le début de la construction du premier sous-marin nucléaire lanceurs d'engins de troisième génération - SNLE 3G - est planifiée, en octobre 2018, début des travaux en 2023 sur le site de Naval Group à Cherbourg pour une première livraison en 2035.

## Commandants de la Force océanique stratégique
Principaux commandants : 
- Contre-amiral Albert Joire-Noulens : 1972-1974
- Vice-amiral Pierre Emeury : 1974-1976
- Vice-amiral d'escadre Georges Lasserre : 1976-1979
- Vice-amiral Claude Pieri : 1979-1982
- Vice-amiral Jacques Bonnemaison : 1982-1984
- Vice-amiral d'escadre Bernard Louzeau : 1984-1985
- Contre-amiral Alain Coatanea : 1985-1987
- Vice-amiral Michel Merveilleux du Vignaux : 1987-1989[15]
- Contre-amiral Francis Orsini : 1989-1993[16]
- Vice-amiral Claude Guilhem-Ducléon : 1993-1996[16]
- Vice-amiral Philippe Roy : 1996-1998[17]
- Vice-amiral Bernard Capart : 1998 - 2000
- Vice-amiral Édouard Scott de Martinville : 2000-2002[18]
- Vice-amiral d'escadre Thierry d'Arbonneau : 2002-2004
- Vice-amiral Pierre-François Forissier : 2004-2005
- Vice-amiral Yves Boiffin : 2005-2008
- Vice-amiral d'escadre Jean-François Baud : 2008-2010
- Vice-amiral Georges-Henri Mouton : 2010-2012
- Vice-amiral d'escadre Charles Edouard de Coriolis : 2012-2014
- Vice-amiral d'escadre Louis-Michel Guillaume : 1er septembre 2014 - 30 avril 2018
- Vice-amiral d'escadre Bernard-Antoine Morio de l'Isle : 1er mai 2018 - 31 août 2020
- Vice-amiral d'escadre Jean-Philippe Chaineau : 1er septembre 2020 - 31 août 2022
- Vice-amiral d'escadre Jacques Fayard : 1er septembre 2022[19] au 1er août 2024
- Vice-amiral d'escadre Xavier Petit : depuis le 1er août 2024

## Culture populaire
- La Force océanique stratégique est au cœur du film Le Chant du loup sorti en 2019.